# Balung Lor
Balung Lor is een bestuurslaag in het regentschap Jember van de provincie Oost-Java, Indonesië. Balung Lor telt 22.683 inwoners (volkstelling 2010).